# زمان خوشبختی
زمان خوشبختی (به ترکی استانبولی: Mutluluk Zamanı) یک فیلم کمدی رمانتیک ترکیه‌ای به کارگردانی سنول سونمز در سال ۲۰۱۷ است. بازیگران این فیلم باریش آردوچ و الچین سانگو هستند.

## خلاصه داستان
داستان از این قرار است که آدا که دختری زیبا، ساده وهنرمند است.او یک استاد مجسمه سازی است و تمام زندگی خود را بر اساس تجربیات و گذشته خود جلو میبرد...
مرت که پسری خوشتیپ است صاحب شرکتی است که خوشبختی را برای مردم رقم میزند مرت اصلا به گذشته و اتفاقات بعد کاری ندارد و در ظاهر یک زندگی کامل را دارد...

## بازیگران
| بازیگر        | نقش                  |
| ------------- | -------------------- |
| باریش آردوچ   | مرت سونمز            |
| الچین سانگو   | آدا آلتونای          |
| چنگیز بوزکورت | تاریک آلتونای (طارق) |
| دیلا بایراک   | دنیز                 |
| نازلی کار     | اسمان                |